# Jour J
Pour les articles homonymes, voir Jour J (homonymie).

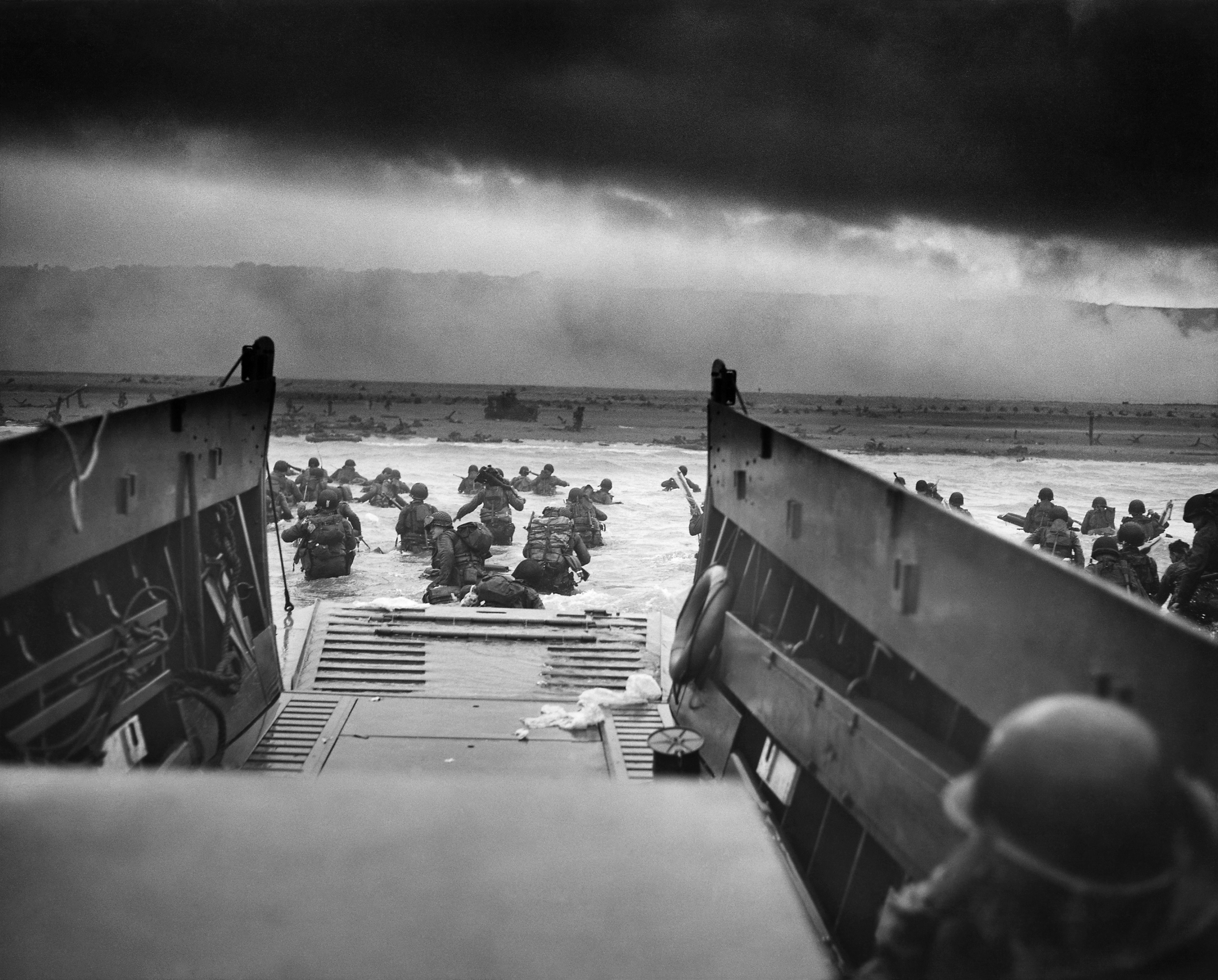
Into the Jaws of Death, photographie iconique des troupes américaines de la compagnie E de la Big Red One qui franchissent la rampe à l'avant d'une barge de débarquement et avancent dans l'eau d'Omaha Beach, le 6 juin 1944.

L'expression jour J (en anglais : D-Day), déjà utilisée par les militaires lors de la préparation des offensives de la fin de la Première Guerre mondiale, désigne actuellement le mardi 6 juin 1944, premier jour du débarquement de Normandie, marquant le début de la bataille de Normandie lors de la Seconde Guerre mondiale.

## 6 juin 1944, le jour J

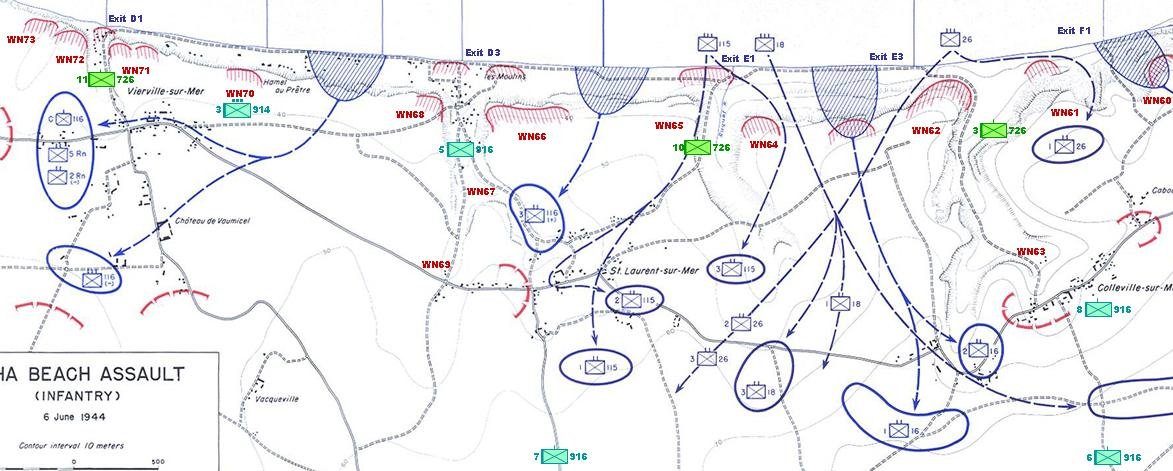
Carte de position des compagnies et batteries de la DI (vert) et DI (bleu) à Omaha Beach le 6 juin 1944. Ces positions sont documentées par des renseignements humains et techniques (renseignements aériens fournis par les photographies aériennes azimutales et obliques, renseignements électromagnétiques). Insuffisants, ils sont complétés par de petits raids de commandos chez l'ennemi et des reconnaissances de nuit.

Le jour J, qui marque le premier jour de la bataille de Normandie (opération Overlord), opposant les forces allemandes de la Wehrmacht (et ses troupes supplétives), et les troupes de débarquement des forces Alliées du SHAEF, est une opération ayant lieu sur des plages normandes en France occupée, prévue le 5 juin 1944 mais finalement repoussée au mardi 6 juin en raison des conditions météorologiques. Cette opération militaire, baptisée Neptune, fut une des opérations majeures de l'histoire, tant par ses complications que par l'importance des moyens mis en œuvre. L'idée d'une opération militaire apparut dès 1942 mais le début de l'organisation ne commença qu'en janvier 1944. C'est le général Dwight D. Eisenhower qui fut chargé de la mise en place de l'opération.
Le 4 juin, les gigantesques convois, qui ont déjà appareillé des ports anglais, doivent faire demi-tour sur une mer de plus en plus démontée. Vers 22 h, après avoir pris connaissance du communiqué météorologique, le chef allié Dwight D. Eisenhower annonce l'irrévocable décision que le débarquement aura lieu le 6 juin : « Je n'aime pas cela, déclare-t-il, mais il me semble que nous n'avons pas le choix… Je suis absolument persuadé que nous devons donner l'ordre… »
La nuit du 5 au 6 juin, l'armada, la plus formidable jamais rassemblée, s'approche des côtes françaises : 2 727 bateaux de types les plus variés chargent ou remorquent plus de 2 500 engins de débarquement escortés par 590 navires de guerre, dont 23 croiseurs et 5 cuirassés.

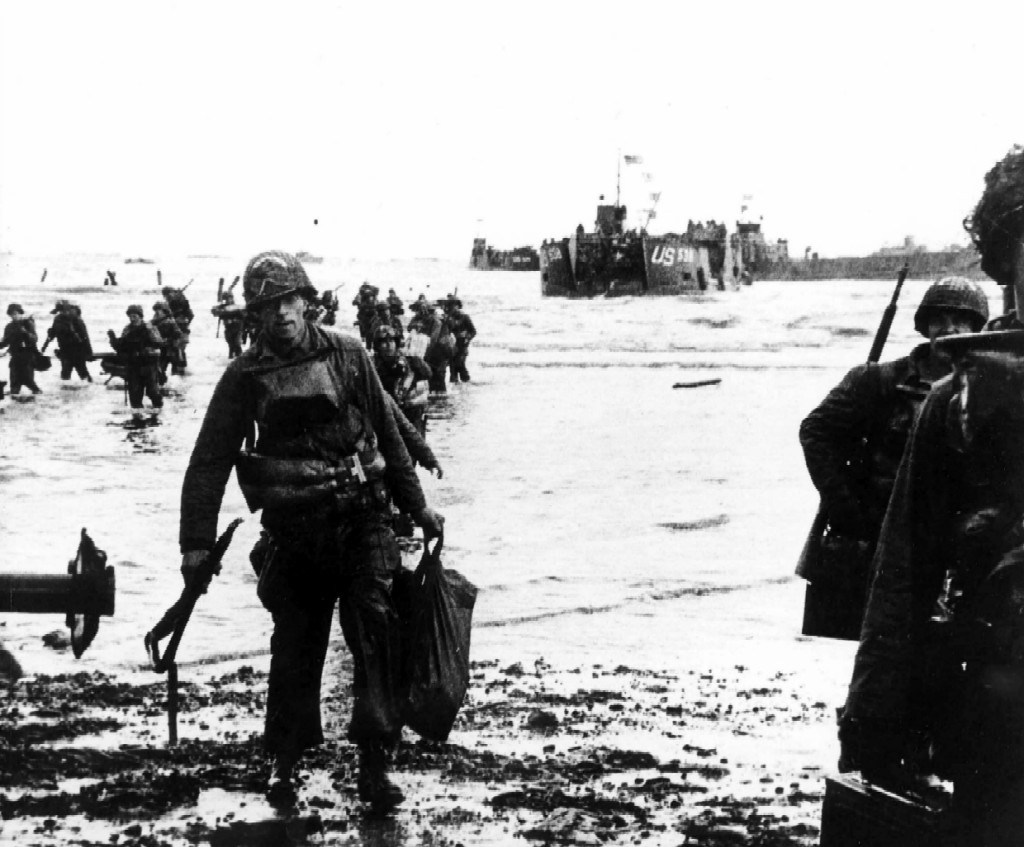
Débarquement des Américains sur la plage Utah Beach.

À 3 h 14 le 6 juin, des bombardiers larguent leurs cargaisons sur les plages choisies. À 3 h 30, 13 300 parachutistes des 101e division aéroportée ,82e division aéroportée américaines et 6e division aéroportée (Royaume-Uni) sont parachutés sur le Cotentin et sur l'Orne (fleuve). Ces unités ont pour mission de tenir et capturer des têtes de pont libérant les accès des plages, permettant ainsi aux troupes fraîchement débarquées de pénétrer à l'intérieur des terres. Les erreurs de largages alliées engendrent une totale désorganisation du côté allemand empêchant une contre-attaque. De nombreux parachutistes se noient dans les zones volontairement inondées par les Allemands, en partie à cause du poids de leur équipement.
36 parachutistes des Forces françaises libres du Special Air Service furent aussi parachutés en Bretagne, vers minuit, dans la nuit du 5 au 6 juin ; 18 dans le Morbihan (opération Dingson) et 18 dans les Côtes-du-Nord (opération Samwest). L'un d'eux, le caporal Émile Bouétard, un Breton, fut tué au combat entre minuit et une heure le 6 juin à Plumelec, dans le Morbihan. Il fut probablement le premier mort du débarquement,, d'autres sources mentionnant toutefois plutôt un mort de l'opération Tonga, le lieutenant britannique Herbert Denham Brotheridge,.
Les Alliés sont de diverses nationalités : des Britanniques et des Canadiens (83 115), des Américains (73 000) mais aussi des Français, des Polonais, des Belges, des Tchécoslovaques, des Néerlandais, des Norvégiens, etc. soit environ plus de 200 000 combattants.
Des différentes plages où ont débarqué les Alliés, c'est Omaha Beach, surnommée « Bloody Omaha » (« Omaha la sanglante »), qui connut le plus de pertes humaines.
On compte au total 1 500 000 hommes qui ont débarqué sur les plages de Normandie à la fin du mois de juillet 1944.

## Opérations
L'opération Neptune, la partie navale du débarquement de Normandie (Overlord) désigne les différentes phases de ce débarquement.

### Bombardements préparatoires aériens et navals

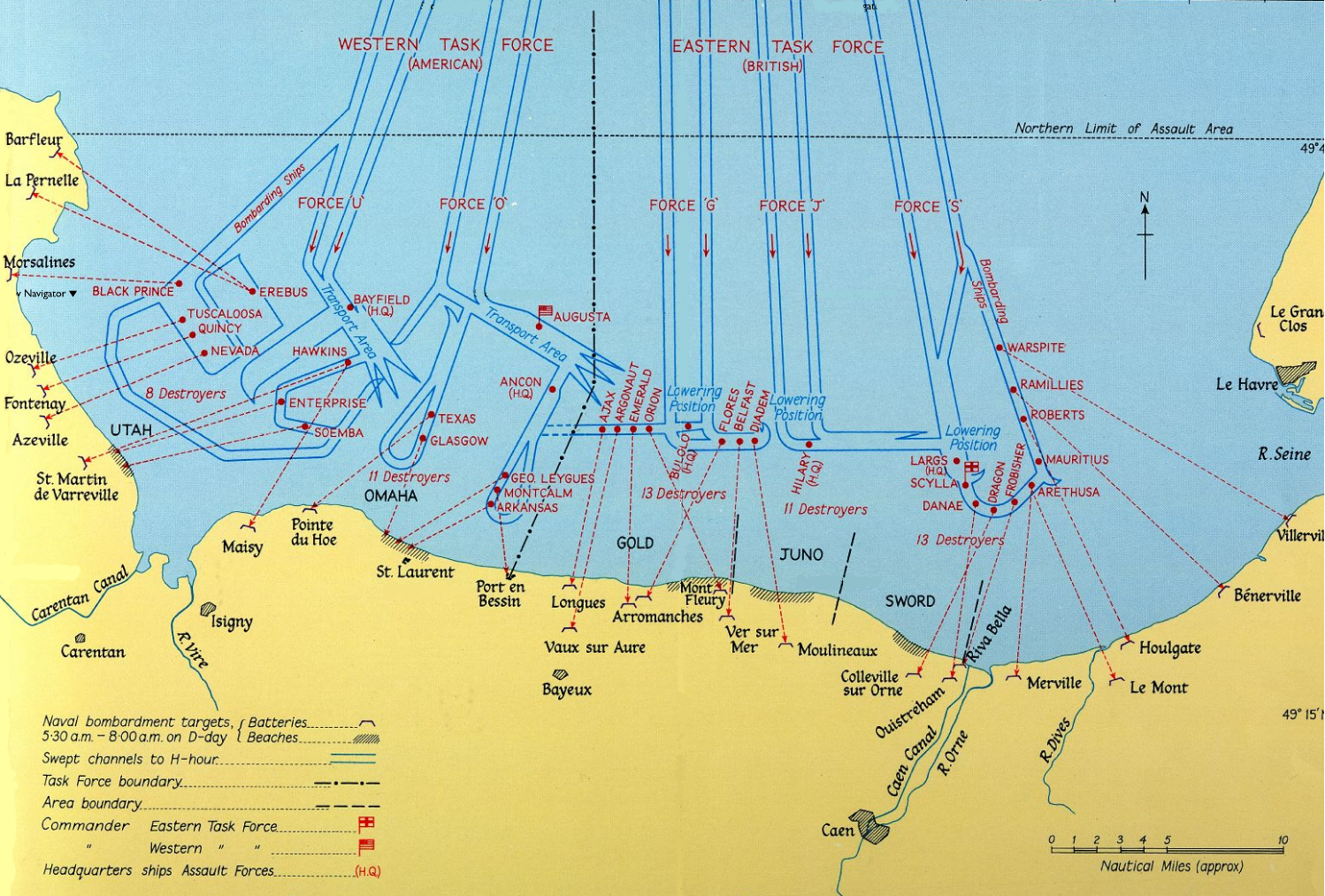
Carte des plages du débarquement allié représentant les bombardements navals pour museler les défenses côtières allemandes.

À 2 h du matin, près de 11 500 appareils (5 000 chasseurs, 3 500 planeurs de transport et 3 000 bombardiers) décollent. Les 2 500 bombardiers lourds (B-17 Flying Fortress et B-24 Liberator du côté américain, Halifax du côté britannique) et moyens (B-26 Marauder et A-20 Havoc du côté américain, de Havilland Mosquito du côté britannique) larguent près de 12 000 tonnes de bombes sur les défenses côtières allemandes. La supériorité aérienne alliée est telle que son aviation effectue en ce jour 14 674 sorties, quarante fois plus que la Luftflotte 3, très affaiblie, qui comptabilise alors moins de 500 appareils disponibles.
À 5 h 50, les vaisseaux de guerre (cuirassés, croiseurs, destroyers) prenant le relais de l'aviation fournissent un soutien (en) d'artillerie de marine : les navires tirent 2 000 obus puis les chalands de débarquement arrosent les plages de 14 000 roquettes. Malgré ce déluge de feu, les batteries allemandes résistent grâce à leurs dalles de deux mètres d'épaisseur et leurs fondations en béton armé. D'autres facteurs, pour une part difficile à mesurer, expliquent l'efficacité limitée des bombes et des obus sur les défenses allemandes (mauvaise visibilité pour les bombardiers, houle pour vaisseaux de guerre, peur de toucher les troupes alliée). Leur impact a cependant déstabilisé les troupes enfermées dans leurs bunkers (effet psychologique négatif au sein des garnisons allemandes qui, en y semant la peur et la confusion, réduit leur combativité) et les a désorganisé (destruction des lignes de communication, coupure des voies logistiques telles que les ponts et les lignes de chemin de fer…). Bien que les bombardements préliminaires aériens et navals n'ont pas eu l'efficacité attendue, ce pilonnage combiné a contribué au succès du jour J en limitant les pertes des navires de guerre, des navires amphibies et des forces de débarquement.

### Opérations aéroportées

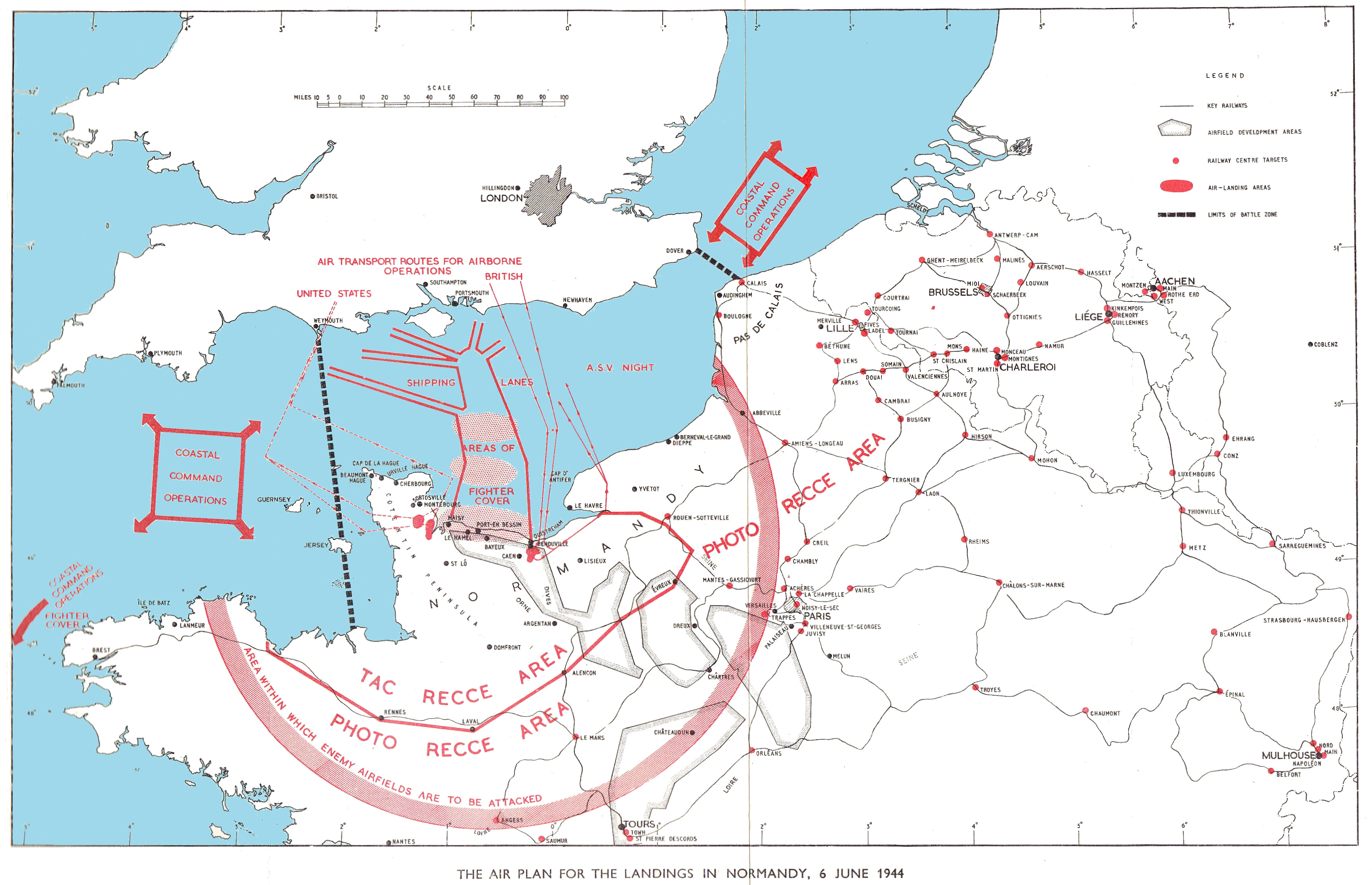
Au soir du 6 juin 1944, 23400 parachutistes (15500 GIs, 7900 tommies et canucks) dont 360 éclaireurs sont largués par des avions de transport et des planeurs (opérations Tonga, Albany et Boston),.

### Traversée de la Manche

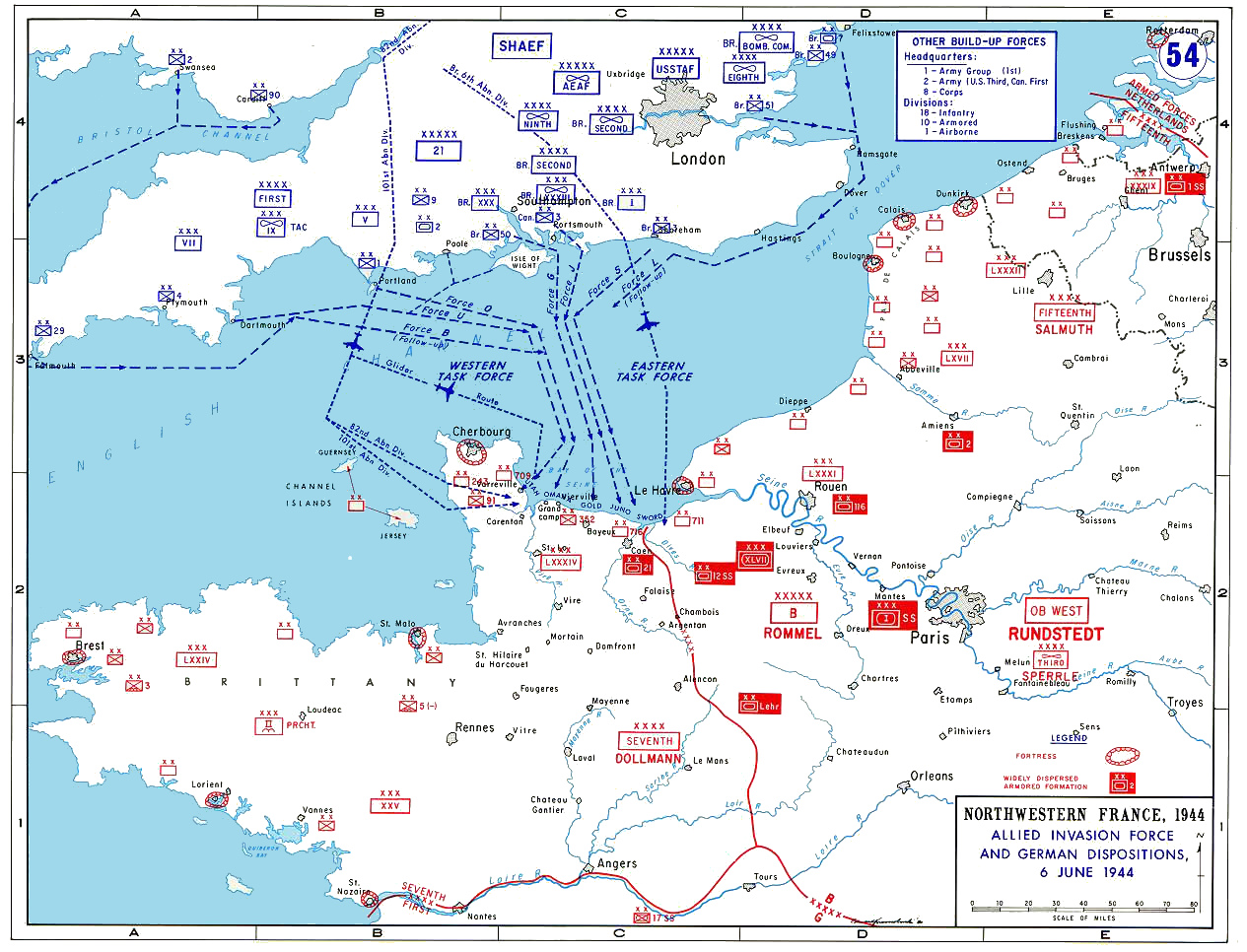
Plan de la traversée. L'opération Neptune engage 6939 embarcations de débarquement qui appareillent des ports du sud, de l'ouest et du sud-est de l'Angleterre, convergent vers le point de rassemblement au sud de l'île de Wight et traversent la Manche et les 150 kilomètres qui séparent le littoral britannique des côtes françaises. L'armada se divise en cinq colonnes, précédées des dragueurs de mine qui nettoient dix chenaux de passage vers les cinq plages normandes, et camouflées par un rideau de fumée.

## Commémorations

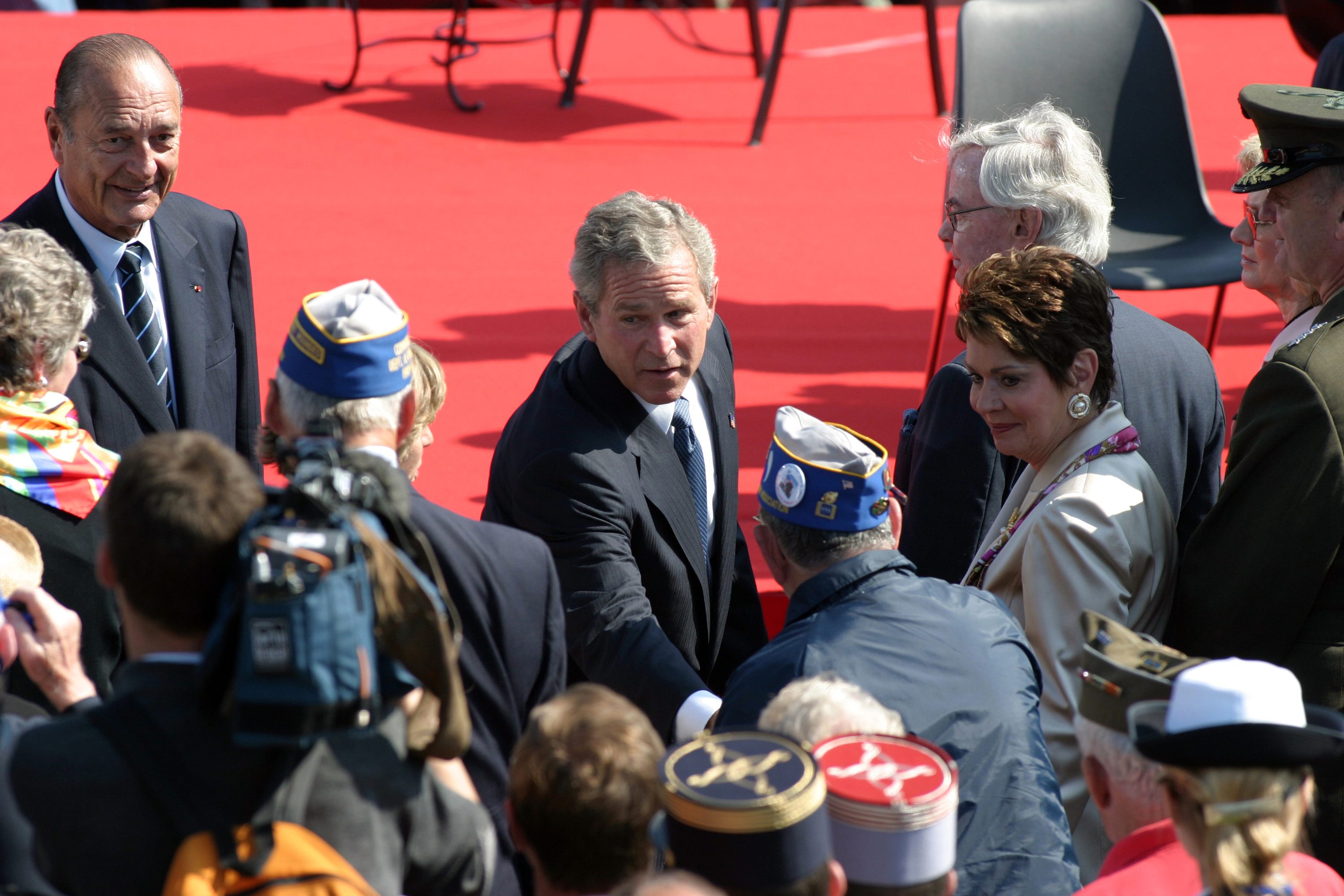
Le président français Jacques Chirac et le président américain George W. Bush s'offrent un bain de foule en saluant les vétérans et les membres de leur famille lors de la commémoration du 60e anniversaire du débarquement.

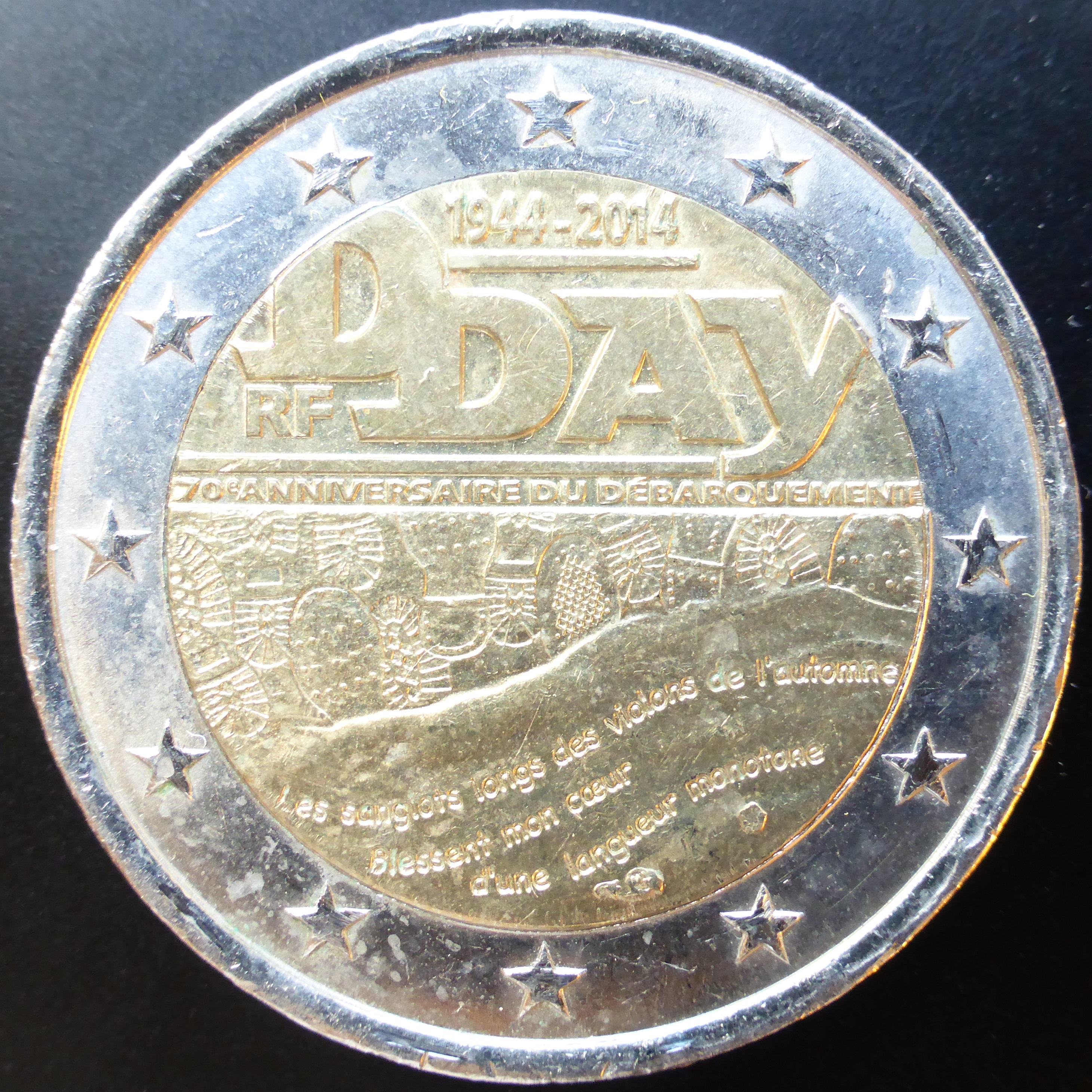
Pièce de 2 euros commémorant le jour J.

La première commémoration du débarquement a lieu en 1945, à Arromanches, en présence de l'ambassadeur britannique Duff Cooper et de sa femme, Diana Cooper, et de soldats britanniques. Depuis, chaque année, des commémorations ont lieu le 6 juin pour célébrer le débarquement et le début de la libération de l'Europe de l'Ouest.
Jusque dans les années 1980, les commémorations du débarquement sont essentiellement militaires : les chefs d'État ne sont pas représentés. Leur mise en place après la guerre doit beaucoup à Raymond Triboulet, député du Calvados et plusieurs fois ministre des Anciens combattants. Aucun président américain ne vient sur les plages normandes avant Ronald Reagan (excepté Jimmy Carter en 1978, mais à titre privé). Ce phénomène commémoratif assez récent tient en particulier aux réticences du général de Gaulle à célébrer une opération militaire anglo-américaine, dont les Français avaient été en grande partie exclus. En 1964, le général de Gaulle refuse de participer au 20e anniversaire du débarquement ; il délègue l'un de ses ministres qui déclare que le succès du Jour J était dû à la résistance française. Mais dans le contexte de guerre froide, afin de montrer aux Soviétiques que la Seconde Guerre mondiale n'avait pas uniquement été gagnée à l'est mais aussi à l'ouest, le bloc occidental décide de médiatiser davantage ce cérémonial. Le tournant est dû à François Mitterrand qui, en 1984, transforme la cérémonie militaire d'alors en cérémonie politique où sont invités les chefs d'État. L'historien Olivier Wieviorka note ainsi : « dorénavant, les commémorations ne sont plus axées sur l'idée de victoire, mais sur l'idée de paix, de réconciliation et de construction européenne ». Cela va de pair avec une américanisation de l'événement, qui se manifeste avec l'emprunt à l'anglais américain du terme « vétéran », et de l'expression « D-Day » à la place de « Jour J ». Après la fin de l’URSS, d'autres nations se joignent aux commémorations, comme en 2004 l'Allemagne (avec le chancelier Gerhard Schröder) et la Russie.
La télévision, vecteur de masse, vecteur de mémoire, contribue à écrire un récit du Débarquement, notamment lors des commémorations qui sont les cérémonies sans doute les plus médiatisées parmi tous les événements relatifs à la mémoire de la Seconde Guerre mondiale. « La date du 6 juin 1944 semble aujourd’hui résumer à elle seule la victoire alliée. Mais il n’en a pas toujours été ainsi. En 1945, un sondage Ifop demandait aux Français : « Quelle est la nation qui a le plus contribué à la défaite de l’Allemagne nazie ? » Réponse : URSS à 57 % et États-Unis à 20 %. En 2004, les chiffres s’étaient inversés. Entre les deux, il y a eu la chute du bloc soviétique et le fantastique succès des films hollywoodiens, qui, du Jour le plus long (1962) à Il faut sauver le soldat Ryan (1998), ont redessiné le souvenir des derniers mois de la guerre ».